# مركز البيئة للمدن العربية
مركز البيئة للمدن العربية هو مؤسسة علمية بحثية تهتم بالمدينة في كافة مجالاتها واختصاصاتها وأغراضها المتعلقة بالبيئة الطبيعية والعمرانية والتنمية المستدامة على المستوى العربي والدولي.
تأسس مركز البيئة للمدن العربية عام 2006 ويتبع منظمة المدن العربية  ويعمل تحت مظلة بلدية دبي برئاسة مدير عام البلدية كرئيس لمجلس امناء المركز وإحدى عشر عضوا من المدن التابعة لمنظمة المدن العربية ويعمل في جميع المدن العربية ومقره الدائم في مدينة دبي.
يعمل المركز على تنظيم المؤتمرات البيئية المتخصصة والدورات التدريبية وورش العمل وذلك لإعداد كوادر واعية بأهمية البيئة ولرفع الوعي البيئي في المدن العربية، كما يعمل على تشجيع التعاون بين الهيئات والمنظمات البيئية العربية والدولية بالإضافة إلى نقل وتبادل الخبرات البيئية بين المدن العربية وخصوصا المشاريع والمبادرات البيئية الناجحة والدروس المستفادة منها.

## مجلس الأمناء
المدن الاعضاء في مجلس امناء مركز البيئة للمدن العربية هي: دبي، أبوظبي، الرياض، مسقط، عمّان، بيروت، بغداد، الرباط، القاهرة، الجزائر، تونس.

## أهداف المركز
1. المساهمة في وضع إستراتيجية بيئية عربية للمدن العربية
2. توفير الدعم الفني وتقديم الخبرات والخدمات الاستشارية للمدن العربية في مجالات صحة البيئة وتنمية وتطوير البيئة الطبيعية والعمرانية.
3. دراسة ظروف البيئة الطبيعية والعمرانية في المدن العربية وإجراء الأبحاث لتحديد ودراسة المشاكل البيئية والمساهمة في وضع الحلول المناسبة لمعالجتها.
4. بناء قاعدة بيانات بيئية عربية باستخدام أحدث النظم التقنية الحديثة.
5. توثيق الصلات وتعزيز التعاون ونقل وتبادل الخبرات في المجالات البيئية المختلفة بين المدن العربية.
6. إعداد كوادر مؤهلة ومدربة في مجال البيئة والتوعيـة البيئيـة لـدى المـدن العربيـة.
7. توثيق الصلات والتعاون مع المؤسسـات والهيئـات والمنظمـات العربيـة والدوليـة المتخصصـة في علوم البيئة.
8. إعداد وتنفيذ البرامج العلمية التخصصية والدورات التدريبية والدراسية وحلقات البحث في مجالات البيئية المختلفة.

## مطبوعات ومنشورات المركز
- مجلة بيئة المدن
- مجلة أخبار البيئة
- مجلة بيئتي
- نشرة النافذة الخضراء

## المؤتمرات
شارك مركز البيئة للمدن العربية في تنظيم مؤتمر الفجيرة الدولي الثالث للبيئة البحرية والسواحل 2020 تحت عنوان (التنمية الخضراء للمناطق الساحلية) وذلك في الفترة ما بين 21 – 22 ديسمبر 2020، بتنظيم مشترك مع بلدية دبا الفجيرة وبدعم من بلدية دبي ومنظمة المدن العربية وبمشاركة نخبة من متخذي القرار والمختصين والمنظمات العلمية على المستوى المحلي والإقليمي والعالمي. 
شارك مركز البيئة للمدن العربية في تنظيم مؤتمر مكة الدولي للتنمية المستدامة وصحة البيئة في المملكة العربية السعودية بمشاركة ثمانية عشر متحدثاً من مختلف دول العالم في فبراير 2020
شارك مركز البيئة للمدن العربية بتنظيم مؤتمر بيئة المدن السنوي، بدعم من منظمة المدن العربية، وعقدت نسخة عام 2017 في مدينة ينبع الصناعية في المملكة العربية السعودية، بمشاركة 20 عارضاً و 22 متحدثاً